# Kolozsvári Protestáns Teológiai Intézet
A Kolozsvári Protestáns Teológiai Intézet (román: Institutul Teologic Protestant) egy protestáns szemináriumi és magánegyetem Romániában. A Postakert (ma Cuza Vodă) utca és a Bocskai (ma Avram Iancu) tér sarkán áll.

## Története
A teológia épületének helyén a 17. században a reformátusok első külső, azaz várfalakon kívüli temploma állt. 1672 táján épült valószínűleg egy korábbi kápolna alapjaira. 1682-ben bővítették. Falai kőből, részben fából készültek. Külön haranglába volt. 1689-ben egy tűzvészben jelentősen megrongálódott, de hamar helyreállították. 1690. december 16-án a Kajántó felől érkező tatárok felégették a Külső Magyar utcát, így a templomot is. Az új templom építése 1695-ben kezdődött meg a várfaltól távolabbi telken, a mai kétágú templom helyén.
Az elhagyatott telket Pataki István főbíró vásárolta meg a reformátusoktól azzal a feltétellel, hogy az ő és felesége halála után visszaszáll az egyházra. Előbb kertté alakította, majd fogadót épített „Három liliom” név alatt. 1781-ben meghalt Patakiné, a telek a fogadóval pedig visszaszállt az egyházra, azzal a kikötéssel, hogy azt soha ne adják el, és jövedelméből a templomot támogassák. Az egyház betartotta az özvegyasszony végakaratát, azonban a fogadó hamarosan a város egyik rossz hírnevű tivornyahelyévé vált. A telek a fogadóval és a számos melléképülettel sehogyan sem illeszkedett a városképbe, ezért a reformátusok az 1890-es évek elején terveket dolgoztattak ki újrahasznosítására. Oriold és Endstrasser építészek 1891-ben eklektikus bérházat építettek volna ide a csendőrparancsnokság részére.
A református teológia Nagyenyedről Kolozsvárra való telepítése már az 1870-es évektől napirenden volt. Az 1890-es évek elején meg is vásárolták a Trencsin tér és Külső Magyar utca sarkán álló Plihál-féle házat erre a célra, ám amikor annak egy részét el kellett bontani a kialakítandó Eötvös utca (ma Constanța) utca számára az épület kicsinynek bizonyult. Ekkor határozták el, hogy a „Három liliom” helyére építik fel a teológiát. A telket 1893-ban íratták át a teológia tulajdonává. A kiírt pályázatot 1894 januárjában Feszty Gyula budapesti építészmérnök terve nyerte meg, amely nagyjából megfelel a mai épületnek, az ellenőrző Herczeg Lajos városi főmérnök néhány módosítása közül talán az a legfontosabb, hogy a keleti szárnynak eredetileg a belső udvar fele lett volna a folyosója, s helyiségei csak közvetett megvilágítást kaptak volna. A folyosókat áthelyezték a tűzfal mellé, szolgalmi jogot kapva néhány ablak nyitására.
A munkálatokat Endstrasser Benedek helyi építési vállalkozó végezte. A bontási munkálatokat 1894-ben kezdték el, s az új eklektikus saroképület kevesebb mint egy év alatt húzták fel. A központi fűtést, vízvezetéket, csatornázást budapesti cégekkel szereltették, a festést is odavaló cég végezte. Az asztalosmunkákat a kolozsvári Bak Lajos végezte. Orgonáját a lutheránus egyháztól vásárolták, falait a nagyobb alapítók és püspökök Szamossi László, Baross Gyula és Czirma Károly budapesti festőművészek készítette portréival díszítették. Az épületet 1895. szeptemberében adták át, a megnyitóünnepségre november 2-3-án került sor Bánffy Dezső miniszterelnök és Wlassics Gyula vallás- és közoktatásügyi miniszter jelenlétében.
A minisztériummal kötött egyezség értelmében a teológusok egyben a kolozsvári egyetem diákjainak számítottak és egyes tárgyakat annak különböző karain hallgattak. Az új épületben nemcsak teológusok, de a református bölcsészhallgatók is szállást kaptak.
Az épületet először 1903 nyarán alakították át, ekkor a nagy hálótermek helyet kis, 2-4 személyes szobákat alakítottak ki.
Falai között neves erdélyi püspökök, tudósok, írók, szerkesztők tanultak, akik közül sokan évtizedekig itt is laktak: a bibliafordító Kecskeméthy István, a történész Pokoly József és Révész Imre, a filozófus Ravasz László, Bartók György, Makkai Sándor és Tavaszy Sándor, stb.
Az 1948-ban életbe lépett új tanügyi törvény választás elé állította az erdélyi protestáns egyházakat: egyesítik a református és az unitárius teológiai akadémiákat vagy középiskolává minősülnek. Az öt protestáns püspök (Vásárhelyi János, Arday Aladár, Argay György, Kiss Elek és Friedrich Müller) az egyesítés mellett döntött. Az Egyetemi Fokú Protestáns Theologiai Intézetet 1949. február 25-én avatták fel. Ebben az évben 135 református, 25 unitárius, 11 evangélikus hallgató iratkozott be. 1956–1957 során a német evangélikus tagozat Nagyszebenbe költözött. A hallgatók létszáma fokozatosan csökkent, az 1980-as években évente már csak 10-20 teológus végzett.
Épülete egy részét az 1970-es évekig a hároméves Pedagógiai Főiskola részére foglalták le. Az 1980-as évek elejére elkészült a V alakú épület két szárnyát összekötő új keresztszárny, mely egy tágas előadótermet és néhány könyvtári helyiséget biztosított a teológiának. Ugyanakkor a régi központi fűtést már évek óta kiszorító gázkályhás fűtést modernizált központifűtés-hálózattal helyettesítették.
Az épületben működött az Erdélyi Protestáns Lap szerkesztősége és itt történik utódjának, a Református Szemlének a szerkesztése. Az épület udvarán található keresztszárnyban működik a Misztótfalusi Kis Miklós nyomda, az 1920-as években alapított Gutenbergről elnevezett nyomda utódja. Az épület Bocskai térre néző homlokzatának földszintjén üzlethelyiségek működnek.
Napjainkban az intézet fenntartói az erdélyi magyar református, unitárius és evangélikus egyházak, ők határozzák meg a felvehető diákok számát. A romániai oktatási rendszerben 2009. augusztus 31-től akkreditált státusban szerepel. A román állam kis mértékben hozzájárul az alkalmazottak egy részének a fizetéséhez. Az oktatás három szintű: alapképzés + magiszterképzés + doktori képzés. Az intézményben folyó lelkészképzést 2010. szeptember 18-án Magyar Örökség díjjal tüntették ki.

## Galéria

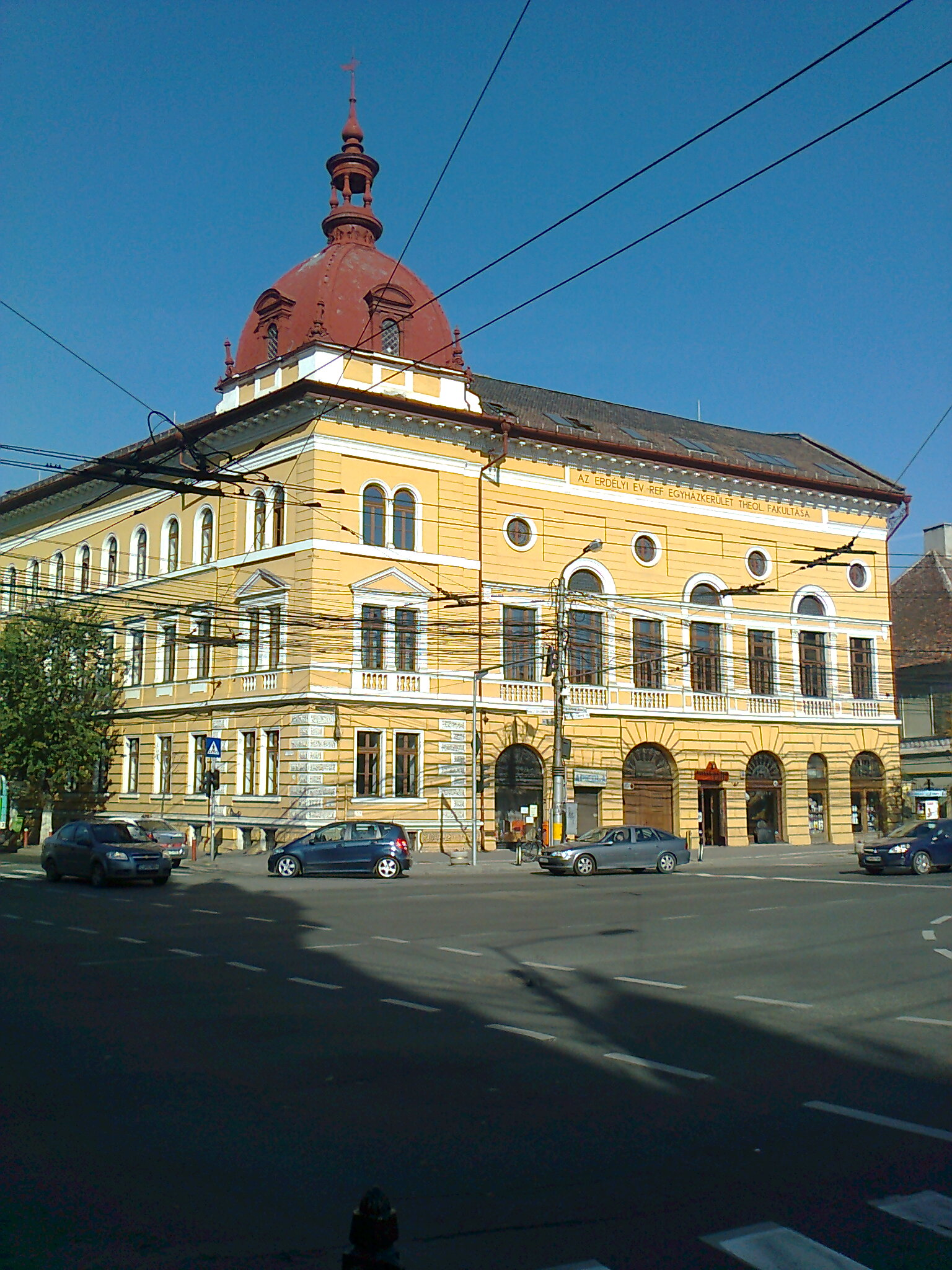
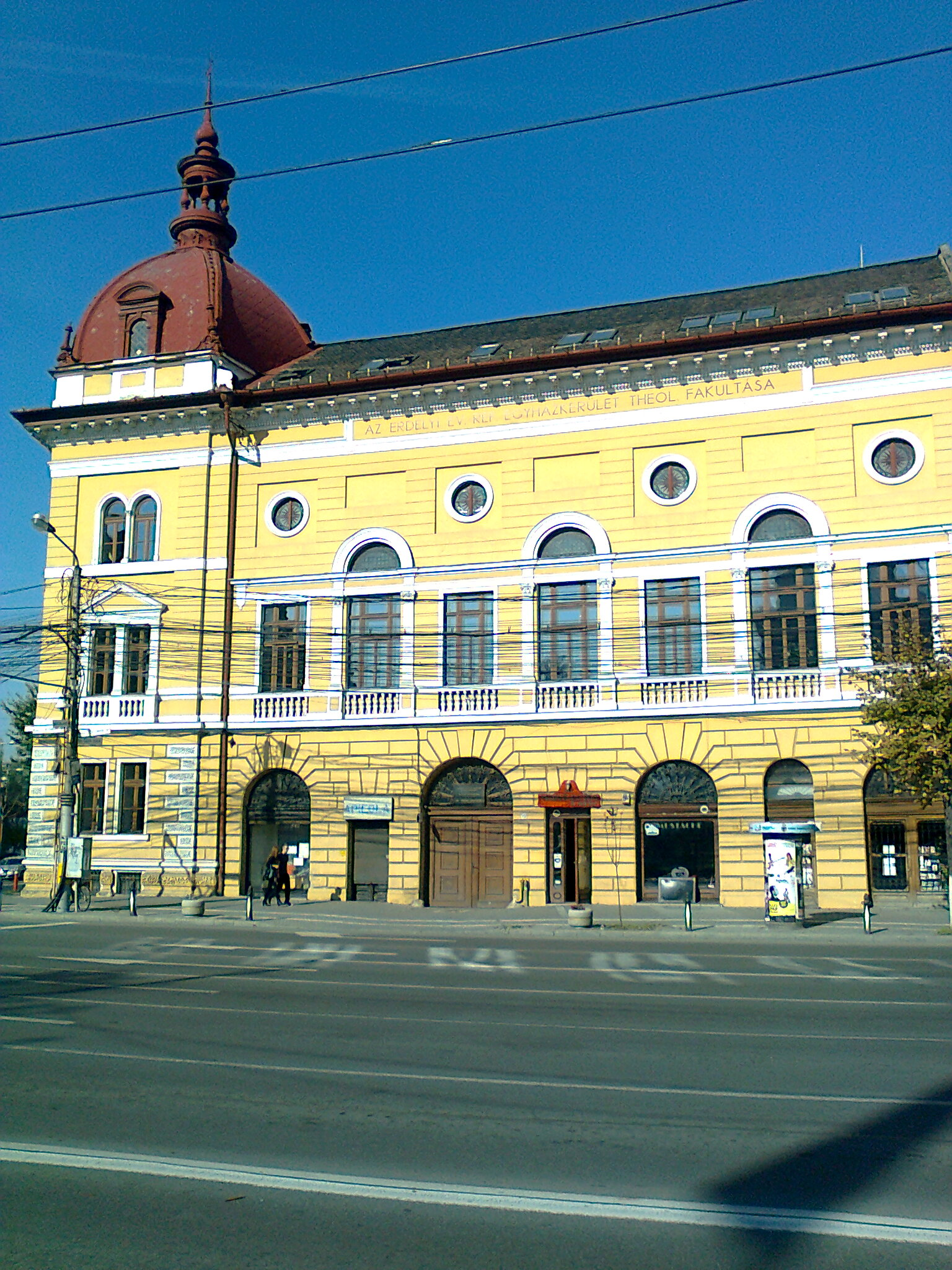
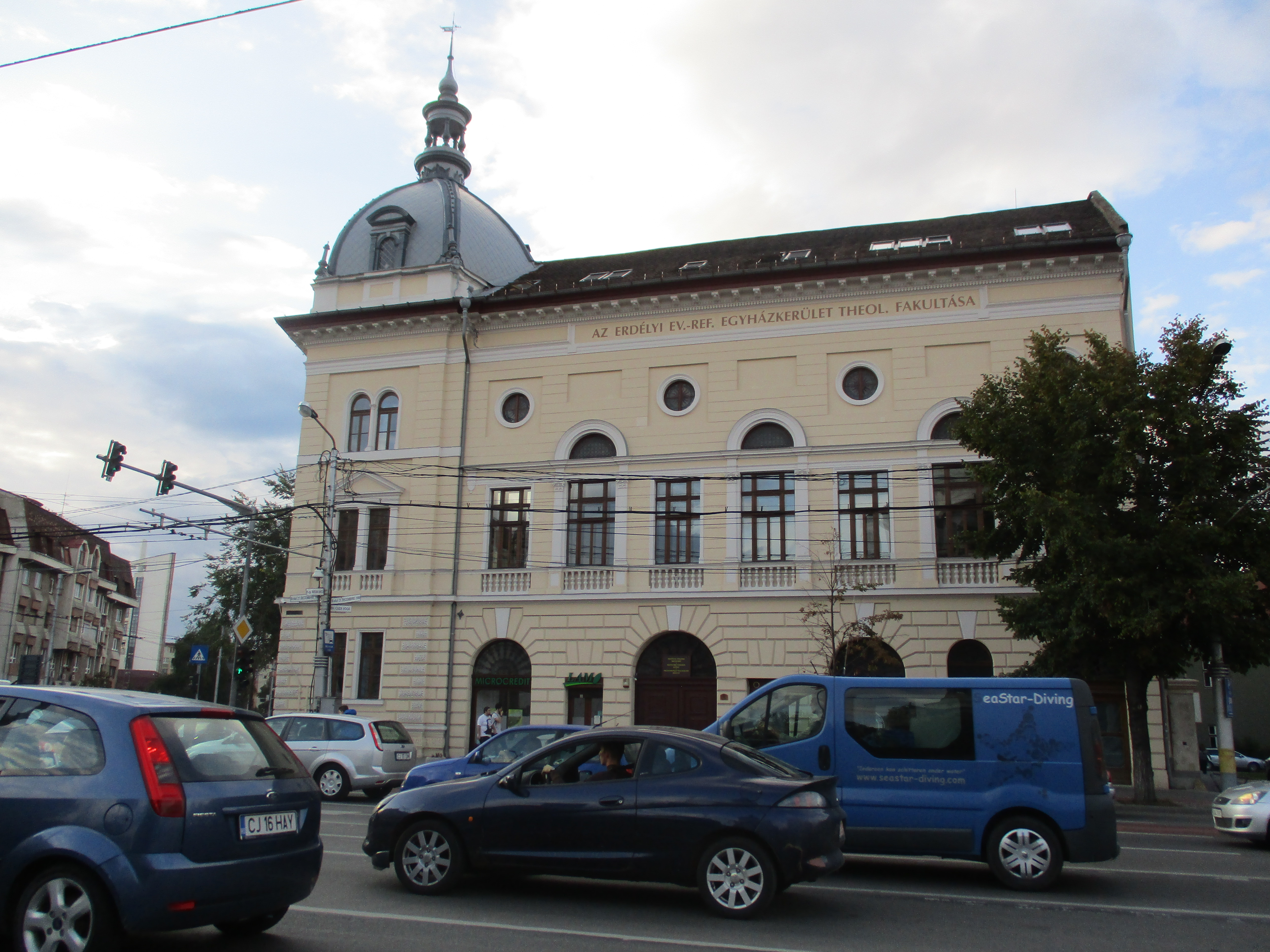

## Híres tanárok, diákok
- Bartók György
- Bekő István Márton
- Benedek Kálmán
- Bodor Ádám
- Borsay Samu
- Buzogány Dezső
- Erdő János
- Gálfy Zoltán
- Geréb Zsolt
- Gönczy Lajos
- Imre Lajos
- Juhász István
- Juhász Tamás
- Kecskeméthy István
- Kenessey Albert
- Kolumbán Vilmos
- Kozma Zsolt
- Lengyel Loránd
- Makkai Sándor
- Maksay Albert
- Mihály Károly
- Mózes András
- Nagy András
- Nagy Géza
- Nagy Károly
- Pásztori Kupán István
- Pokoly József
- Ravasz László
- Révész Imre
- Szabó Árpád
- Szekeres István
- Tavaszy Sándor
- Tóth József
- Udvari András
- Vetési László